# 茲巴拉日區

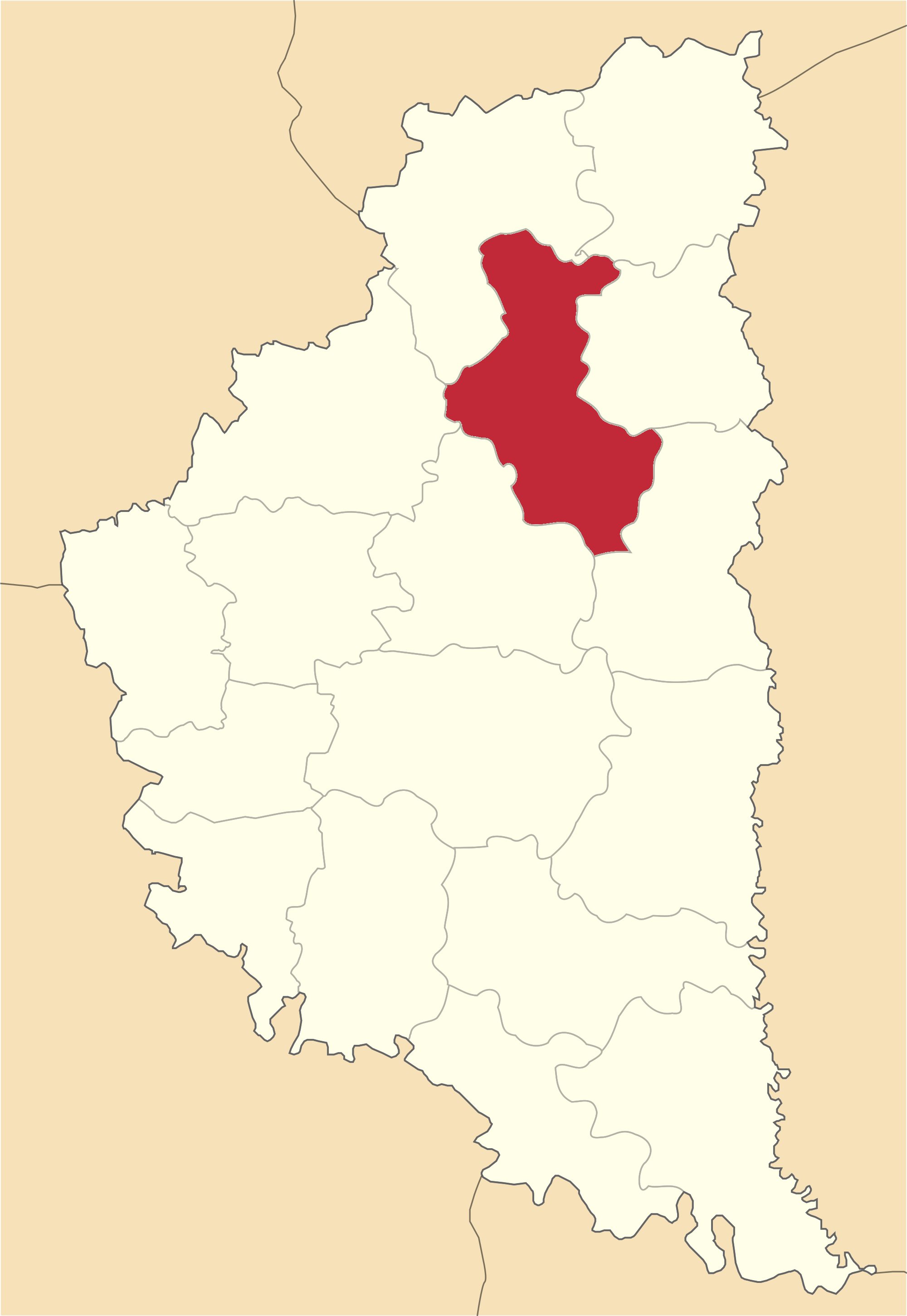

茲巴拉日區（烏克蘭語：Збаразький район）是位於烏克蘭西部捷爾諾波爾州的舊區，首府設於茲巴拉日，並於2020年被撤銷。該區面積863平方公里，2015年人口58,198，人口密度每平方公里67.4人。